# Moungi Bawendi
Moungi Gabriel Bawendi, född 15 mars 1961 i Paris, är en amerikansk kemist. Tillsammans med Louis Brus och Aleksej Ekimov tilldelades han Nobelpriset i kemi 2023 för upptäckt och syntes av kvantprickar.
Bawendi, som är av fransk och tunisisk härkomst, blev filosofie doktor 1988 vid University of Chicago. Han är sedan 1990 verksam vid Massachusetts Institute of Technology och blev professor 1996.